# Assunta Randello
Assunta Randello (Ragusa, 14 agosto 1971) è una calciatrice italiana.

## Carriera
Era nel Gravina che esordì in Serie A nel 1988-1989 e in quello che ritornò subito nella massima serie nella stagione seguente.
Nella stagione 2001-02 giocò con il Gravina Calcio in Serie A.